# لئوناردو سمپلیچی
لئوناردو سمپلیچی (ایتالیایی: Leonardo Semplici؛ زادهٔ ۱۸ ژوئیهٔ ۱۹۶۷) بازیکن سابق و سرمربی کنونی فوتبال اهل ایتالیا است که هدایت باشگاه اسپتزیا را برعهده دارد.
وی مربی تیم‌هایی همچون پیزا، اسپال و کالیاری بوده‌است.